# Gustavo Varela
Gustavo Antonio Varela Rodríguez (Montevideo, 14 maggio 1978) è un ex calciatore uruguaiano, di ruolo centrocampista.